# Con ngoan trò giỏi
Con ngoan trò giỏi ở Việt Nam, hay Cảng hài (tiếng Trung: 港孩; bính âm: Gǎng Hái; Việt bính: Gong2 Haai4) ở Hồng Kông, là hiện tượng chỉ đến một số lượng nhỏ thanh thiếu niên, nhi đồng tại Việt Nam cũng như Hồng Kông được đánh giá là chăm ngoan, học tốt tuy nhiên lại quá phụ thuộc vào gia đình và luôn vâng lời thầy cô ở trường, trong lớp. Họ thường có kết quả học tập thuộc loại Khá - Giỏi và điểm hạnh kiểm thuộc loại Tốt, đồng thời cũng có chỉ số cảm xúc thấp và thiếu đi các kỹ năng tự làm chủ bản thân. Ở trường trong lớp, trong gia đình cũng như ngoài xã hội, họ được biểu dương là tấm gương mẫu mực, là hình mẫu tốt để bạn bè đồng trang lứa noi theo. Ở khía cạnh khác, họ thường được gọi với những cái tên không chính thức như "con nhà người ta", hoặc "gà công nghiệp", một thuật ngữ ẩn dụ với nghĩa gốc chỉ đến những con gà được sinh ra và nuôi dưỡng theo quy trình công nghiệp thay vì trong môi trường tự nhiên.
Về thuật ngữ "Cảng hài" (tiếng Anh: Kong Kids, viết tắt của "Hong Kong Kids") thì nó được ra đời vào năm 2009, xuất hiện trong cuốn sách có tựa đề Kong Kids: The Nightmares for Parents and Teachers (tạm dịch: Hiện tượng con ngoan trò giỏi ở Hồng Kông: Nỗi lo lắng của thầy cô và các bậc phụ huynh) do tờ Minh Báo ấn hành. Cuốn sách tranh luận về việc tồn tại 5 đặc điểm tiêu cực thường thấy ở những đứa trẻ sinh ra tại Hồng Kông kể từ sau thập niên 1990.

## Diện mạo
Hiện tượng con ngoan trò giỏi chủ yếu được sinh ra trong hai thập niên 90 và 2000, thuộc các gia đình ở tầng lớp trung lưu, luôn được cha mẹ nuông chiều và thầy cô tuyên dương.